# Apatania insularis
Apatania insularis är en nattsländeart som beskrevs av Levanidova 1979. Apatania insularis ingår i släktet Apatania och familjen Apataniidae. Inga underarter finns listade i Catalogue of Life.